# Gebäude

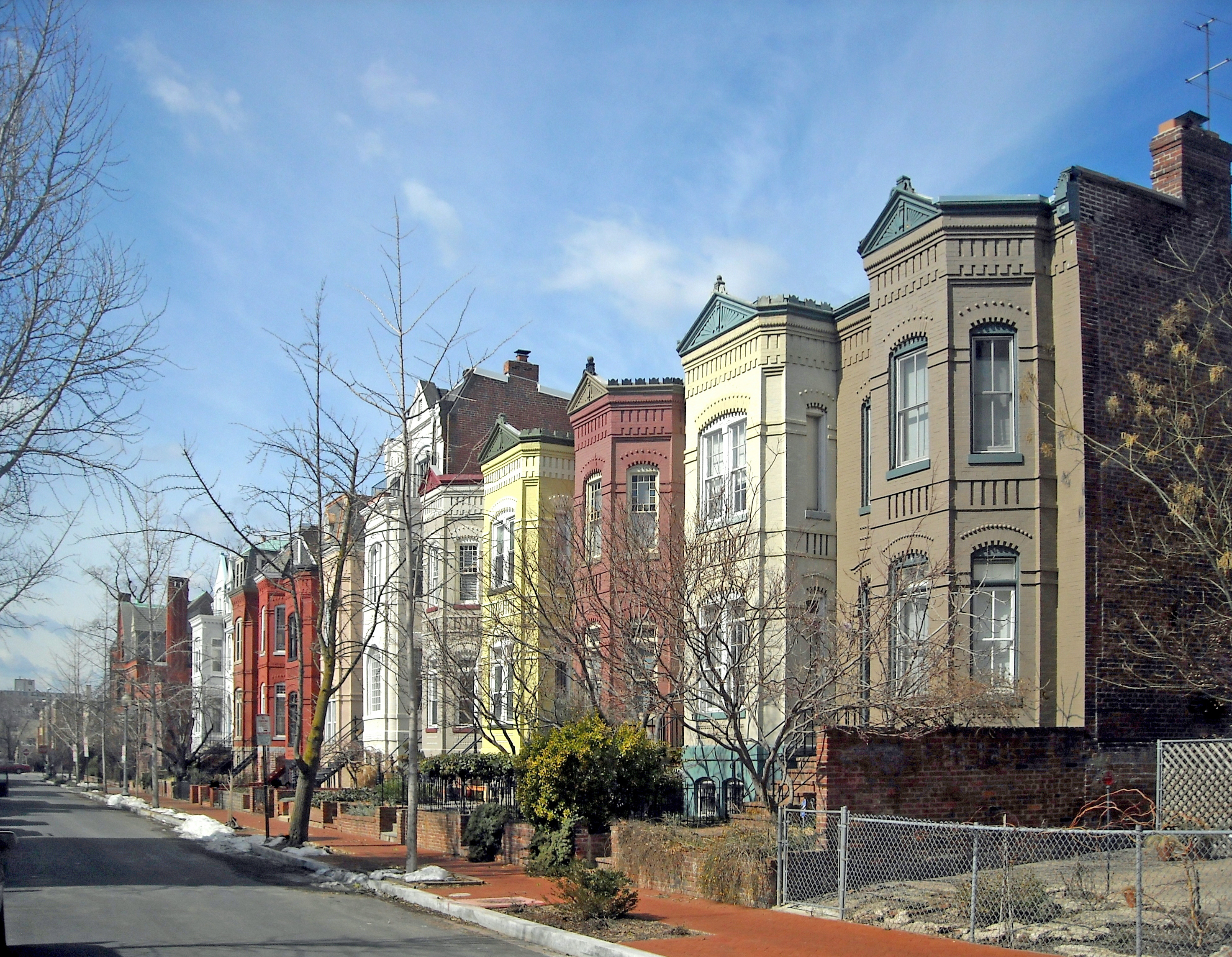
Wohngebäude

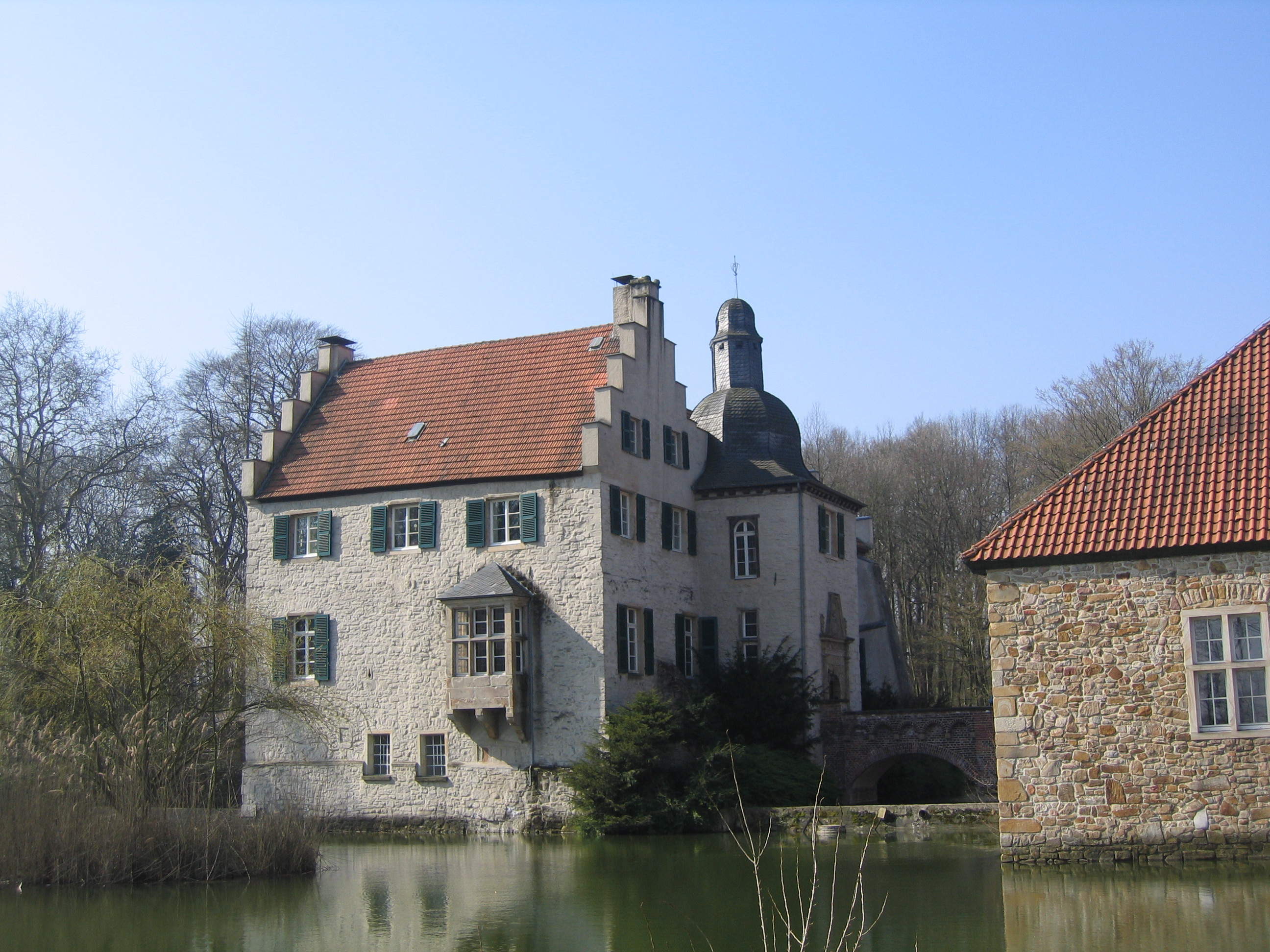
Haus Dellwig bei Dortmund

Dom Santa Maria del Fiore (Florenz)

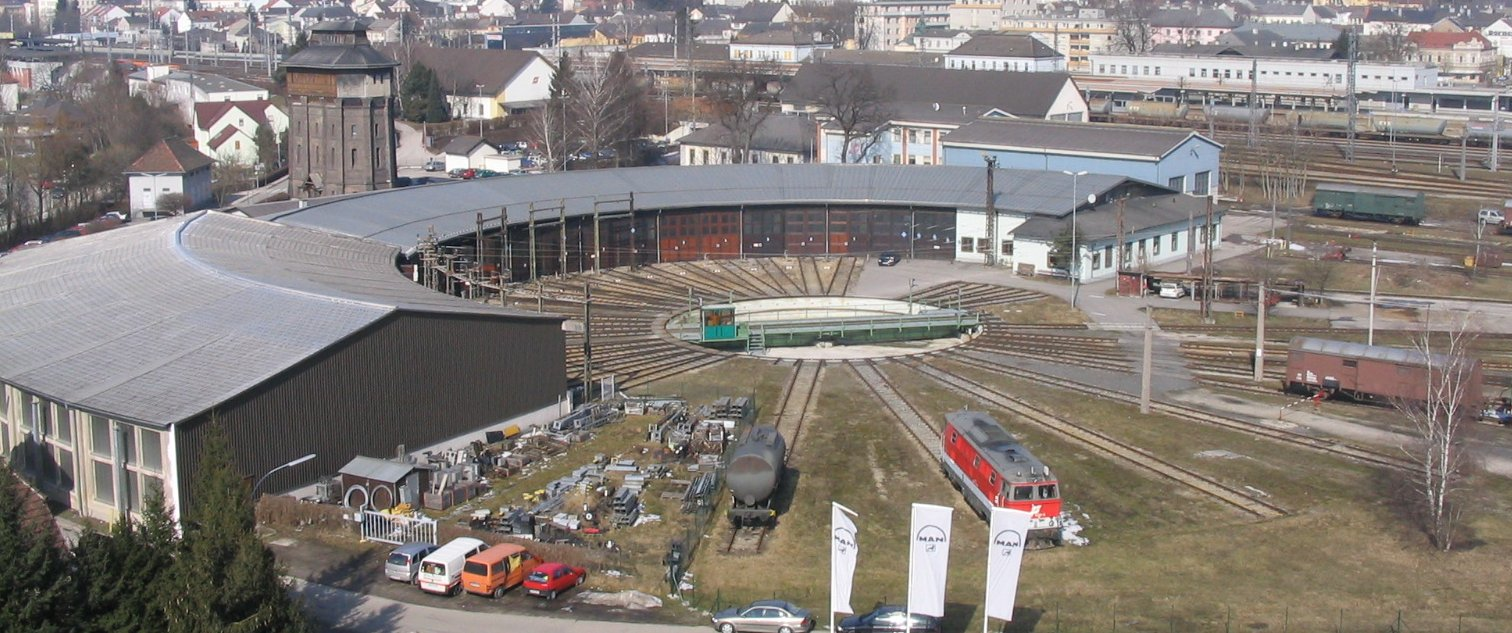
Ringlokschuppen

Ein Gebäude ist ein Bauwerk, das Räume einschließt, betreten werden kann und dem Aufenthalt von Menschen, Tieren oder der Lagerung von Sachen dient.
Ein Gebäude besitzt nicht zwingend Wände oder einen Keller, jedoch immer ein Dach. Ansonsten treffen die Eigenschaften eines Bauwerks auch auf ein Gebäude zu.
Manche Definitionen fassen den Begriff etwas enger und beschränken ihn auf Bauwerke, die „sich über die Erde erheben und Räume umschließen“.
Die ältesten Gebäudeformen, die seit der Altsteinzeit weltweit verwendet wurden und über Jahrhunderttausende die einzigen Bauwerke blieben, waren ortsfeste Hütten und transportable Zelte aus Naturmaterialien.

## Zum Begriff

### Wortherkunft
Das Wort Gebäude meinte ursprünglich ein ‚größeres Bauwerk‘ und stammt vom althochdeutschen gibūidi (‚Wohnsitz, Ansiedlung‘, 12. Jahrhundert), bzw. mittelhochdeutsch gebūwede. Dabei ist der Begriff eine Kollektivbildung zum Verb bauen. Eine Nebenform dazu ist das seit dem 18. Jahrhundert zugunsten von Gebäude zurückgedrängte gleichbedeutende Wort  Gebäu, nach dem althochdeutschen gibū(w)i (‚Wohnung, Wohnstatt, Ansiedlung‘, 11. Jahrhundert) bzw. dem mittelhochdeutschen gebiuwe, das im niederländischen gebouw bis heute für  ‚Gebäude, Bauwerk‘ steht.

### Begriff nach Bauordnung
Die Landesbauordnungen der deutschen Bundesländer definieren in der Regel wie folgt: „Gebäude sind selbstständig benutzbare, überdeckte bauliche Anlagen, die von Menschen betreten werden können und geeignet oder bestimmt sind, dem Schutz von Menschen, Tieren oder Sachen zu dienen.“ (Musterbauordnung).
Die österreichischen Bauordnungen, Baugesetze und respektiven Bautechnikgesetze der Länder definieren die Gebäude als „überdeckte, allseits oder überwiegend umschlossene Bauwerke, die von Personen betreten werden können.“ Das Bauwerk ist dabei „eine Anlage, die mit dem Boden in Verbindung steht und zu deren fachgerechter Herstellung bautechnische Kenntnisse erforderlich sind“. Bezüglich der Nebengebäude wird noch ausgeführt, „ob im Fall der Verbindung mit einem Hauptgebäude ein angebautes Nebengebäude vorliegt oder eine bauliche Einheit mit dem Hauptgebäude, also ein Zubau zu diesem, hängt von der baulichen Gestaltung und vom funktionalen Zusammenhang der als selbständige Gebäude oder als bloße Gebäudeteile zu qualifizierenden Baukörper ab.“

## Differenzierung
Wie beim Begriff Bauwerk gibt es keine einheitliche oder verbindliche, allgemein anerkannte Unterscheidung und Kategorisierung. Man kann nach verschiedenen Aspekten differenzieren:

### Nach Konstruktion und Material
Zum Beispiel:
- Massivbau, Leichtbau, Fertigbau, Schottenbauweise oder Skelettbau
- Mauerwerksbau, Betonbau, Stahlbau, Lehmbau oder Holzbau

### Nach Funktion
Bei der Unterscheidung nach Funktionen gibt es normierte Kategorien nach Hauptgruppen zum Beispiel in der DIN 277 (7 Hauptgruppen) oder dem Bauwerkszuordnungskatalog (9 Hauptgruppen). Die wichtigsten Funktionen nach den Hauptgruppen der DIN 277 (in Klammern) sind:
Wohnen (1)
die Funktion als Wohngebäude, Wohn- und Geschäftshaus
Arbeiten (2)
die Funktion einer Arbeitsstätte wie beispielsweise Bürogebäude, Rathaus, Verwaltungsgebäude, Gericht, Geschäftshäuser, Kreishäusern, Landeshäusern, Parlamenten, Kaufhäuser, Fabriken und Werkstätten
Produktion, Hand- und Maschinenarbeit, Experimente (3)
die Funktion Montage, Werkhalle, Fabrik, Raffinerie
Lagern, Verteilen und Verkaufen (4)
die Funktion der Lagerhaltung in Speichern oder Lagerhallen
Bildung, Unterricht und Kultur (5)
die Funktion der Heimstätte einer bildungsschaffenden Einrichtung wie Schulen, Hochschulen, Universitäten, Bibliotheken, Museen, Konzerthäuser, Opernhäuser, Kultur- bzw. Bürgerzentren oder Institute
Heilen und Pflegen (6)
die Funktion als Krankenhaus, Sanatorium, Altenheim, Pflegeheim, Kurgebäude oder Gefängnis
Sport
die Funktion einer sportlichen Einrichtung wie Sporthallen und Schwimmbäder
Religion
die Funktion eines Sakralbaus wie Tempel oder Kirchengebäude
Verkehr
die Funktion des Wechsels von Verkehrsträgern in Bahnhöfen, Busbahnhöfen, Flughäfen und speziellen Empfangsgebäuden sowie zum Abstellen von Kraftfahrzeugen oder Fahrrädern Parkhäuser

### Nach Gestalt
Es existieren freistehende Gebäude (Einzelhaus) genauso wie Doppelhäuser und Hausgruppen in offener Bauweise. Gebäudeensembles setzen sich aus mehreren Einzelgebäuden zusammen, z. B. ein Dreiseithof. In der Geschlossenen Bebauung tritt das einzelne Gebäude nicht mehr so klar als Einzelobjekt in Erscheinung, sondern mehrere Gebäude bilden zusammen einen (von Straßen umgebenen) Gebäudeblock, einen Gebäudekomplex bzw. ein größeres Element der Stadtstruktur; gleichwohl wird zwischen Vorder-, Quer- und Hinterhaus, zwischen Eck- und Mittelgebäude unterschieden.

### Nach rechtlichen Gesichtspunkten
- Im öffentlichen Baurecht: öffentliche Gebäude, Privatgebäude, Landwirtschaftliches Nebengebäude, Größe und Gebäudeklasse etc.
- Im Sachenrecht: Immobilie, Superädifikat (Österreich) …
- Kriterien der Gebäudeversicherung: Bauartklasse, Nebengebäude, Garage …

### Nach Energiestandard
Es gibt Niedrigenergiehäuser, Passivhäuser bis hin zu sogenannten Plusenergiehäusern. Das sind verschiedene Energiestandards, die eine Aussage über den Energiebedarf des Gebäudes treffen.

## CO2-Emissionen
Die Bereiche Baugewerbe und die Gebäudewirtschaft tragen (Stand 2021) zusammen zu etwa 38 Prozent der globalen CO2-Emissionen bei.

## Rekorde
Das größte Gebäude der Welt ist das 2013 eröffnete New Century Global Center in Chengdu, China. Es ist 100 Meter hoch, etwa 500 Meter lang und 400 Meter breit. In seinem Inneren sind Hotels, Einkaufsmeilen und ein Wasserpark.
In Deutschland ist der Commerzbank Tower in Frankfurt am Main das höchste Gebäude. Das längste deutsche Gebäude ist das ehemalige KdF-Seebad Rügen in Prora.